# Rhabdosargus globiceps
Rhabdosargus globiceps — вид окунеподібних риб родини Спарові (Sparidae). Це морський, тропічний, бентопелагічний вид, що мешкає на глибині до 100 м. Зустрічається у Південно-Східній Атлантиці біля берегів Південної Африки. Тіло завдовжки до 65 см. Живиться на піщаному ґрунті молюсками, черв'яками та ракоподібними.